# Kavečany
Kavečany (in ungherese Kavocsán) è un quartiere, con autonomia a livello di comune, della città di Košice, capoluogo della regione omonima della Slovacchia, facente parte del distretto di Košice I.